# インヴェイジョン・オブ・ユア・プライヴァシー
『インヴェイジョン・オブ・ユア・プライヴァシー』（Invasion Of Your Privacy）は、ラットが1985年にリリースした2ndアルバム。
このアルバムから「レイ・イット・ダウン」「ユア・イン・ラヴ」「ホワット・ユー・ギヴ・イズ・ホワット・ユー・ゲット」がシングルカット。「レイ・イット・ダウン」は全米40位、「ユア・イン・ラヴ」は全米89位を記録。

## 収録曲
1. ユア・イン・ラヴ - You're In Love  [3:12]
Words/Music:Stephen Pearcy, Juan Croucier
2. ネヴァー・ユーズ・ラヴ - Never Use Love  [3:54]
Words/Music:Pearcy
3. レイ・イット・ダウン - Lay It Down [3:23]
Words/Music:Pearcy, Robbin Crosby, Croucier, Warren DeMartini
4. ギヴ・イット・オール - Give It All [3:19]
Words/Music:Pearcy, Crosby
5. クローサー・トゥ・マイ・ハート - Closer To My Heart [4:30]
Words/Music:Pearcy, Crosby
6. ビトウィーン・ジ・アイズ - Between The Eyes [3:54]
Words/Music:Pearcy, DeMartini
7. ホワット・ユー・ギヴ・イズ・ホワット・ユー・ゲット - What You Give Is What You Get [3:47]
Words/Music:Croucier
8. ガット・ミー・オン・ザ・ライン - Got Me On The Line [3:04]
Words/Music:Pearcy, Crosby
9. ユー・シュッド・ノウ - You Should Know By Now [3:29]
Words/Music:Pearcy, Crosby, Croucier
10. デンジャラス・バット・ワース - Dangerous But Worth The Risk [3:30]
Words/Music:Pearcy, DeMartini, Croucier

## 参加ミュージシャン
- スティーヴン・パーシー (Stephen Pearcy)  - ボーカル
- ウォーレン・デ・マルティーニ (Warren DeMartini)  - ギター
- ロビン・クロスビー (Robbin Crosby) - ギター
- フアン・クルーシエ (Juan Croucier)  - ベース
- ボビー・ブロッツァー (Bobby Blotzer)  - ドラム